# Gornja Obrijež
Gornja Obrijež est une localité de Croatie située dans la municipalité de Pakrac, comitat de Požega-Slavonie. Au recensement de 2001, elle comptait 77 habitants.